# Ա
La Ա, minuscolo ա, è la prima lettera dell'alfabeto armeno. Il suo nome è այբ, ayb (armeno classico e orientale: [ɑɪb], armeno occidentale: [ɑɪpʰ]).
Rappresenta la vocale posteriore aperta non arrotondata [ɑ].

## Codici
- Unicode:
  - Maiuscola Ա : U+0531
  - Minuscola ա : U+0561